# Шубуш-инал
Шубуш-инал, Чубуч-инал (др. кырг. 𐰲𐰆𐰉𐰆𐰲:𐰃𐰣𐰀𐰞, Čubuč Ÿnal), церковное имя Кёмюль-огя (др. кырг. 𐰚𐰈𐰢𐰈𐰠:𐰇𐰏𐰀, Kümül Ögä) — знатный государственный, политический и военный деятель Кыргызского каганата в IX веке, имел звание тутука и участвовал в государственных и военных делах государства.

## Биография
Шубуш-инал имел крупные земельные владения в Тыве и управлял племенной группой «Йуз Кёмюль». Приняв манихейство он получил церковное имя Кёмюль-огя, согласно тексту эпитафии, в возрасте пяти лет он потерял отца, а в 19 лишился и матери. Как он выражается в тексте памятника, он «стал твердым» и в возрасте тридцати лет получил должность «ögä» (судья). В возрасте сорока лет получил должность государственного чиновника (тутука) и участвовал в войнах против других стран. Вероятно, отец Шубуш-инала был менее знатной персоной, нежели его мать, поэтому он не мог претендовать на пост кагана, но мог быть на должности премьер-министра. В период правления Шубуш-инала Тыва стала сильным округом в Кыргызском каганате, власть центра страны над округом становится слабее. Шубуш-инал имел свою личную гвардию в 150 воинов. В возрасте 71 года (по другому переводу памятника в 61) скончался.

## Рунический памятник
Рунический памятник Кёжээлиг-Хову Е-45 был обнаружен на территории современной Тывы и обычно датируются учёными второй половине или же середины IX века — первой половиной X века. Перевод согласно С. Е. Малову:
- (1) Мое имя младенца Чубуч, мое имя мальчика Кёмюль Огя.
- (2)  В пятилетнем моем возрасте я, оставшись без отца, а к девятнадцати годам, будучи без матери.
- (3) Я, возмужав, к тридцати годам (наконец) сделался служащим (oгя) государства.
- (4)  В сорок лет я, как государственный чиновник (тутук), управлял своим народом. Я воевал с внешними врагами и побеждал.
- (5)  На шестьдесят первом году в голубом небе я не стал ощущать солнце и луну (я стал глух, отошел от солнца и луны).

Перевод согласно И. В. Кормушину
- (1) Мое юношеское имя - Чубуч-ынал, мое мужское имя - Огя (народа) кёмюлей.
- (2)  В пять лет я остался без отца, в девятнадцать лет я стал сиротой
- (3) Но я мужался, и в тридцать лет я стал огя и был им сорок лет
- (4) Я поддерживал государство, возглавлял народ, воевал внешних врагов, водил (войска).
- (5) На семьдесят первом году в синем небе я перестал видеть солнце, - как жаль мне!